# میرزا علی احمدی میانجی
میرزا علی احمدی میانجی، (زاده ۴ محرم ۱۳۴۵، برابر با ۲۳ تیر ۱۳۰۵ - درگذشته ۲۱ شهریور ۱۳۷۹) روحانی و عارف شیعه و از اعضای جامعه مدرسین حوزه علمیه قم بود. او در روستای پورسُخلو، از توابع شهرستان میانه از توابع استان آذربایجان شرقی زاده شده بود.

## تحصیل
احمدی میانجی مقدمات و کتاب‌های فارسی را نزد پدرش آموخت و خود را آماده تحصیل علوم دینی نمود. در سال ۱۳۱۸ از روستای خود عازم شهر میانه شد و نزدابومحمد حجّتی، مشغول یادگیری ادبیات عرب گردید. همچنین دیگر درس‌های حوزوی را، از لطف‌علی شریفی زنوزی و  میرزا مهدی جدیدی بهره‌مند شد.
در سال ۱۳۲۳ عازم حوزه تبریز شد و در مدرسه «حسن پاشا» ساکن گردید.

## نقل مکان به قم
در سال ۱۳۲۳ راهی قم شد و در درس سید حسین قاضی طباطبایی و درس‌های خارج فقه و اصول و تفسیر سید حسین طباطبایی بروجردی،سیدمحمدتقی خوانساری سید محمد محقق داماد، سید محمدرضا گلپایگانی و سید محمدحسین طباطبایی سیدمحمدحجت کوه کمری شرکت جُست.

## تدریس
میانجی، حدود شصت سال در حوزه علمیه قم حضور داشت و در این سال‌ها در کنار تحصیل، به تدریس فقه، اصول و اخلاق پرداخت. وی در تربیت شاگردان خویش از مهارت کم‌نظیری برخوردار بود.

## آثار
- مکاتیب الرسول (ص)
- مکاتیب الائمه (ع)
- مواقف الشیعة
- مالکیت خصوصی در اسلام
- شرح دعای ابوحمزه ثمالی
- شرح حدیث ثقلین
- السجود علی الارض
- التّبرک
- الاسیر فی الاسلام
- تحقیق کتاب مَعادِن الحکمة
- نگارش مقالات متعدد در نشریات کشور

## فعالیت‌های فرهنگی و اجتماعی
او از شمار عالمانی بود که ضمن برخورداری از درجه بالای اخلاق اسلامی، در عرصه اجتماعی نیز توفیقاتی داشته‌اند. در خصوص هدایت مردم و گسترش تعالیم اسلام و راهنمایی نسل جوان احساس مسؤولیت می‌کرد. از این رو، در سال ۱۳۴۸ اقدام به تأسیس مرکزی به نام «انجمن دین و دانش» در شهرستان میانه کرد و در ایام تعطیلات تابستان و مناسبت‌های تبلیغی، در آن مرکز به اداره جلسات علمی و تربیتی می‌پرداخت. از دیگر اقداماتش، تأسیس صندوق قرض‌الحسنه مهدیه و مؤسسات قالیبافی بانوان در شهرستان میانه است. وی از طرف سید روح‌الله خمینی در سال ۱۳۵۸ به عنوان قاضی شرع در شهر میانه منصوب شد

## درگذشت
میانجی در روز دوشنبه ۲۱ شهریور ماه ۱۳۷۹ برابر با ۱۲ جمادی‌الثانی ۱۴۲۱ق در سن ۷۵ سالگی در قم درگذشت و عبدالله جوادی آملی از مراجع تقلید شیعه بر پیکر او نماز خواند و پس از تشییع، در رواق شهید مطهری حرم فاطمه معصومه به خاک سپرده شد.